# Marc Wright

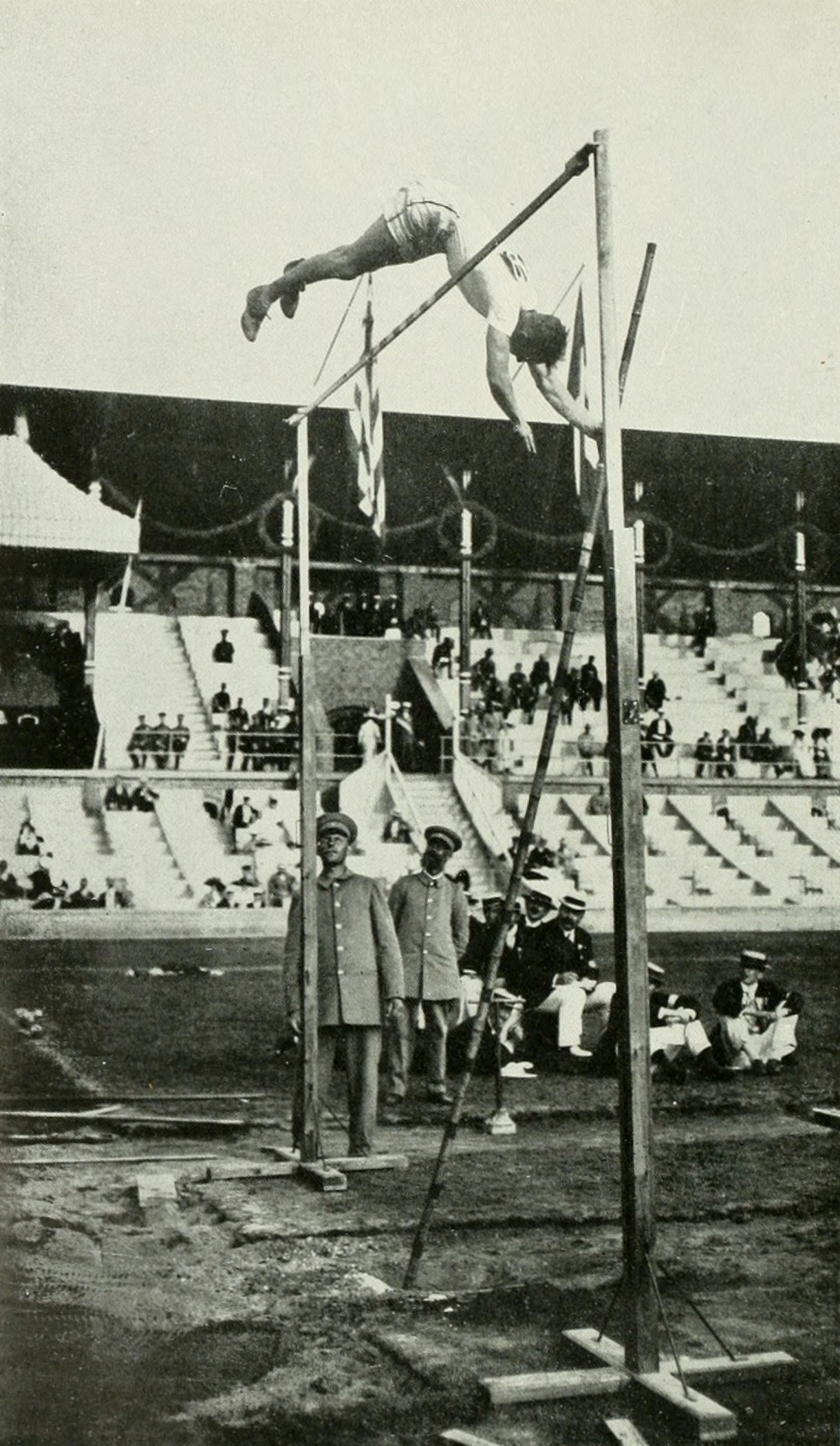
Marc Wright bei den Olympischen Spielen 1912

Marcus Snowell Wright (* 21. April 1890 in Chicago; † 5. August 1975 in Reading, Massachusetts) war ein US-amerikanischer Stabhochspringer.
Beim Ausscheidungskampf der US-Oststaaten für die Olympischen Spiele 1912 in Stockholm überquerte er am 8. Juni 1912 4,02 m. Er war damit nicht nur der erste Mensch, der die vier Meter bewältigt hatte, sondern auch der erste offizielle Weltrekordinhaber.
In Stockholm allerdings musste er sich seinem Landsmann Harry Babcock geschlagen geben, der mit 3,95 m siegte. Marc Wright teilte sich mit übersprungenen 3,85 m die Silbermedaille mit Frank Nelson, der ebenfalls die USA repräsentierte.